# Мартін Гарзес
Мартін Гарзес (мальт. Martín Garzés; 1526 — 7 лютого 1601) — іспанський лицар з Арагону, який служив 53-м великим магістром Мальтійського ордену між 1595 і 1601 роками. Став Великим Магістром Ордену після смерті Гуга Лубенкса де Вердаля.
Його обладунки знаходяться в палацовій збройовій палаті міста Валлетта.
Починав лицарем Ордену у «мові» (філіалі) Арагон. 1577 року його було призначено каштеляном Ампости. 8 травня 1595 року він був обраний наступником померлого великого магістра Гуга Лубенкса де Вердаля. На момент обрання йому було вже 70 років. Його вважали м’яким і неупередженим, тому Гарзесу вдалося мирно покласти край давнім суперечкам всередині ордена, а також з Папською державоюм, інквізицією та Габсбургами, які загострилися за його попередника.
Він провів деякі реформи, наприклад, він дозволив «мові» Німеччина приймати в лицарі ордена молодих швейцарських найманців з поважних, але нешляхетних родин. Замість іспиту на шляхетство від них вимагалося лише бути народженими у шлюбі та вихованими як католики, а також щоб їхні батьки займали офіцерські посади на військовій службі.
У 1597 році під час османського вторгнення до Угорського королівства (під владою Габсбургів) змінив правила ордену так, що лицарям ордену з комендантів на європейському материку тепер було дозволено виконувати свою обов’язкову військову службу на Мальті та на флоті ордену замість боротьби з турками в Угорщині. Проте він обмежив каперство орденського флоту.
Мартін Гарзес значно розширив укріплення на Мальті та Гозо, але не дожив до будівництва вежі Гарзес на Гозо (було завершено у 1605 році), яку він замовив і оплатив.

## Зовнішні посилання
- Монети великого магістра Мартіна Гарзеза